# Diêu Y Lâm
Diêu Y Lâm (姚依林, bính âm: Yáo Yīlín, 6 tháng 9 năm 1917 - 11 tháng 12 năm 1994) là chính khách Trung Quốc và từng giữ chức vụ Phó Thủ tướng Trung Quốc (1979 - 1993)

## Vai trò trongSự kiện Thiên An Môn
Trong cuộc biểu tình ở Quảng trường Thiên An Môn năm 1989, Diêu Y Lâm giữ chức vụ Phó Thủ tướng thứ nhất của Cộng hòa Nhân dân Trung Hoa và chịu trách nhiệm hoạch định và quản lý kinh tế . Diêu liên kết với phe bảo thủ của đảng, phủ nhận rằng các sinh viên yêu nước và chủ trương đàn áp nhanh chóng phong trào này.  Diêu và Lý Bằng đều có thể chống lại Triệu Tử Dương một cách hiệu quả để đảm bảo rằng ảnh hưởng của phe bảo thủ sẽ chi phối các quyết định được đưa ra trong CPC 

## Cái chết
Diêu Y Lâm qua đời vì bệnh vào ngày 11 tháng 12 năm 1994. Hưởng thọ 77 tuổi.

## Gia đình
Ông và vợ có bốn người con. Ông có hai con rể là chính khách cao cấp: Phó Chủ tịch nước Vương Kỳ Sơn và cựu Thị trưởng Bắc Kinh Mạnh Học Nông.